# 미카와역 (이시카와현)
미카와역(일본어: 美川駅)은 일본 이시카와현 하쿠산시에 있는 IR 이시카와 철도의 철도역이다.

## 역 구조
2면 3선 구조의 지상역으로, 1번 승강장이 단식이며, 나머지 2·3번 승강장은 섬식이다. 역사는 선상 구조이다.
고마쓰역이 관리하는 업무 위탁역이다.

### 승강장
| 1 | ■ IR 이시카와 철도선 | 방면                 |                        |                    |
| 1 | ■ IR 이시카와 철도선 | 하행                 | 가나자와 · 도야마      |                    |
| 2 | ■ IR 이시카와 철도선 | 하행                 | 가나자와 · 도야마 방면 | (대피 열차가 사용) |
| 2 | 상행                 | 고마쓰 · 후쿠이 방면 | (대피 열차가 사용)     |                    |
| 3 | ■ IR 이시카와 철도선 | 상행                 | 고마쓰 · 후쿠이 방면   |                    |

## 역사
- 1898년 4월 1일 - 관설철도 호쿠리쿠 본선 고마쓰 역 ~ 가나자와 역 사이에 신설 개업.
- 1987년 4월 1일 - 민영화에 따라 서일본 여객철도의 소속이 되었다.
- 2017년 4월 15일: ICOCA 도입.[1]
- 2024년 3월 16일: 호쿠리쿠 신칸센 가나자와역 ~ 쓰루가역 연장 개통에 따라, IR 이시카와 철도로 이관됨.

## 인접역
| IR 이시카와 철도 ■ IR 이시카와 철도선 | IR 이시카와 철도 ■ IR 이시카와 철도선 | IR 이시카와 철도 ■ IR 이시카와 철도선 |
| ------------------------------------- | ------------------------------------- | ------------------------------------- |
| 고마이코 다이쇼지 방면                | 보통                                  | 가가카사마 가나자와 방면              |